# Josep Castanyer i Fons
Josep Castanyer i Fons (València, 1900 - París, 1951) va ser un polític i home de teatre valencià, president del Partit Valencianista d'Esquerra. El seu germà va ser el també militant del PVE, Angelí Castanyer i Fons.

## Biografia
Amb dotze obres de teatre estrenades, va col·laborar amb les publicacions Teatre Valencià, Galeria d'Obres Valencianes, Nostre Teatre, Taula de Lletres Valencianes, Nostres Comèdies, Lo Rat Penat i va ser director d'El País Valencià on va escriure sota el pseudònim de Batiste Conca.
Va ser un dels fundadors de la Societat d'Autors Valencians, abolida per decret el 1941 per ser una “organización federalista embebida de separatismo”. El 1934 succeeix a Joaquim Reig a la presidència del Centre d'Actuació Valencianista, passant a ser responsable de relacions posteriorment.

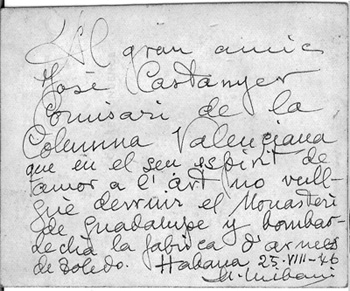
Dedicatòria escrita per Manuel Uribarri a l'exili, per a Josep Castanyer.

Amb la fundació el 1935 del Partit Valencianista d'Esquerra, n'ocupa la presidència i quan el 1936 el PVE obté 5 regidors a l'ajuntament de València, n'és Tinent d'Alcalde i president de la Comissió d'Instrucció Pública. Durant la guerra, presideix el Consell d'Administració de la Societat General d'Autors d'Espanya (SGAE) a València, va president del sindicat d'Autors i Compositors, delegat en el Front Popular, delegat al Comitè Executiu Popular i subdelegat de Cultura. Va ser comissari de la 46 Brigada Mixta comandada pel tinent coronel de la Guàrdia Civil Manuel Uribarri Barutell, i cap del S.I.M de la província de Castelló i front de Llevant. Va ser ferit en dos ocasions.
En acabar la guerra civil, els germans Castanyer marxen a l'exili en el vaixell Stanbrook, que va salpar del Port d'Alacant el 28 de març de 1939. Les autoritats franceses el confinaren a una companyia que treballava en la realització de línies de ferrocarril, on va emmalaltir de tuberculosi. Va establir-se a París, on va ser cofundador i primer president de la Casa Regional Valenciana, el 1947.